# National Woman's Party

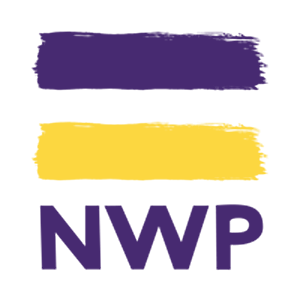
NWP:s logotyp.

National Woman's Party (NWP) var en amerikansk kvinnoorganisation som var verksam 1916–2021.
National Woman's Party grundades 1916 av Alice Paul som en militant aktivistgrupp med syfte att verka för rösträtt för kvinnor. Efter att denna uppnåtts 1920 ändrades organisationens mål till att uppnå full juridisk likställdhet mellan könen. Organisationen utarbetade 1923 Equal Rights Amendment och framlade denna för USA:s kongress. 
Under åren fortsatte National Woman's Party att som ett enfrågeparti verka för detta författningstillägg och var den organisation som höll frågan levande under den tid då en aktiv kvinnorörelse saknades i USA.